# Come on a Cone
"Come On A Cone" to piosenka Trinidiańsko-amerykańskiej artystki Nicki Minaj. Utwór pochodzi z jej albumu studyjnegoPink Friday: Roman Reloaded (2012). Została napisana przez Maraj, Winston Thomas, Larry Nacht i Safaree Samuels, a wyprodukowana przez Hit-Boy. Jest  kolejnym utworem skierowanym do piosenkarki Lil 'Kim, po "Roman Revange" i "Stupid Hoe". "Come On A Cone" otrzymał głównie pozytywne recenzje od krytyków współczesnych, inni krytykowali refren, nazywając go głównym problemem tego utworu. Została wydana jako singel promujący płyty Nicki Minaj, Pink Friday: Roman Reloaded - The Re-Up, w dniu 15 października 2012.

## Tło i Skład
Piosenkę śpiewa Nicki Minaj jako Roman Zolanski i jest podobno kolejną piosenką skierowaną do Lil 'Kim,
po Stupid Hoe. Minaj nawiązuje do Ellen DeGeneres ("Gdy widzisz mnie u Ellen / To znaczy, że ja wygrywam"),
Oscara de la Renta ("Pierwszy rząd na Oscarach / De la Renta przedstawia"), Anny Wintour 
("Kiedy" siedzę z Anną / naprawdę siedzię z Anną / to nie metafora /  naprawdę siedzię z Anną), 
Versace ("Czy występ u Versace / żądają mnie po imieniu / i jeśli nie dostaną Nicki / po prostu nie będzie tak samo") oraz Cee Lo ("Mój handel z Cee Lo...").

## Teledysk
Teledysk do piosenki został wydany 22 października 2012 roku, na zachętę do ponownego uwolnienia Pink Friday: Roman Reloaded. Teledysk nakręcił Grizzlee i wydana przez jego kanał YouTube. Teledysk przypomina jeden z singli z poprzedniego albumu Pink Friday, a mianowicie Did It On'em. Video oferuje nagrania z koncertów Minaj w 2012 roku. W klipie możemy zobaczyć nagrody BET, Tyga, Blac Chyna, Gucci Mane, Birdman, Waka Flocka Flame, 
Safaree "SB" Samuels, Jay-Z, Beyonce, Kanye West, Kim Kardashian i Randy Jackson.